# 企業十五年甲級男女排球聯賽
企業十五年甲級男女排球聯賽為企業男女甲級排球聯賽的第十五個賽季。開幕戰於10月26日在新竹縣立體育館登場。本賽季男女子組都由4隊增加為5隊，男子組增加以中原大學為班底的桃園臺灣產險，女子組除了珀兆ATTACKLINE改由菁華工業贊助更名為臺北鯨華，還加入了以U18女排組成的愛山林。

## 簡介
- 賽程：每週六日共八場比賽
- 參賽隊伍：
  - 男子：台灣電力、雲林Mizuno(以台灣師大為班底)、桃園臺灣產險(以中原大學為班底)、長力(以豐原高商校友為班底)、conti男排(以國北教大為班底)
  - 女子：台灣電力、中國人纖(以台灣師大為班底)、極速超跑(以中山工商女排為班底)、台北鯨華(以北市大學為班底)、愛山林(U18女排)
- 主題：PLAY AS ONE
- 吉祥物：松鼠（碰企）
- 比賽場館：新竹縣立體育館、臺北市立大學體育館、國立彰化師範大學體育館、國立雲林科技大學體育館、嘉義市港坪體育館